# Rhodobryum ontariense
Rhodobryum ontariense là một loài Rêu trong họ Bryaceae. Loài này được (Kindb.) Paris miêu tả khoa học đầu tiên năm 1897.

## Hình ảnh

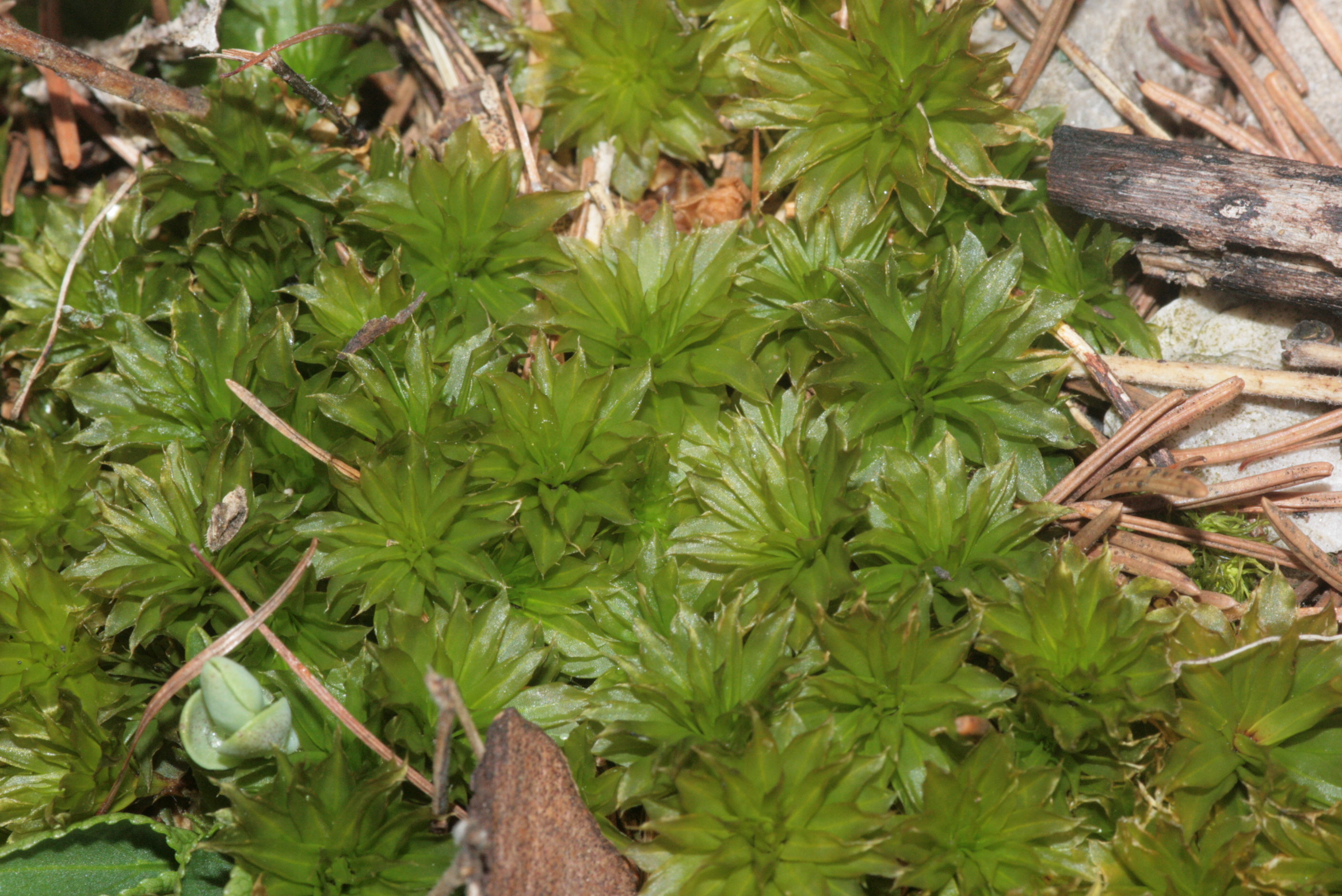
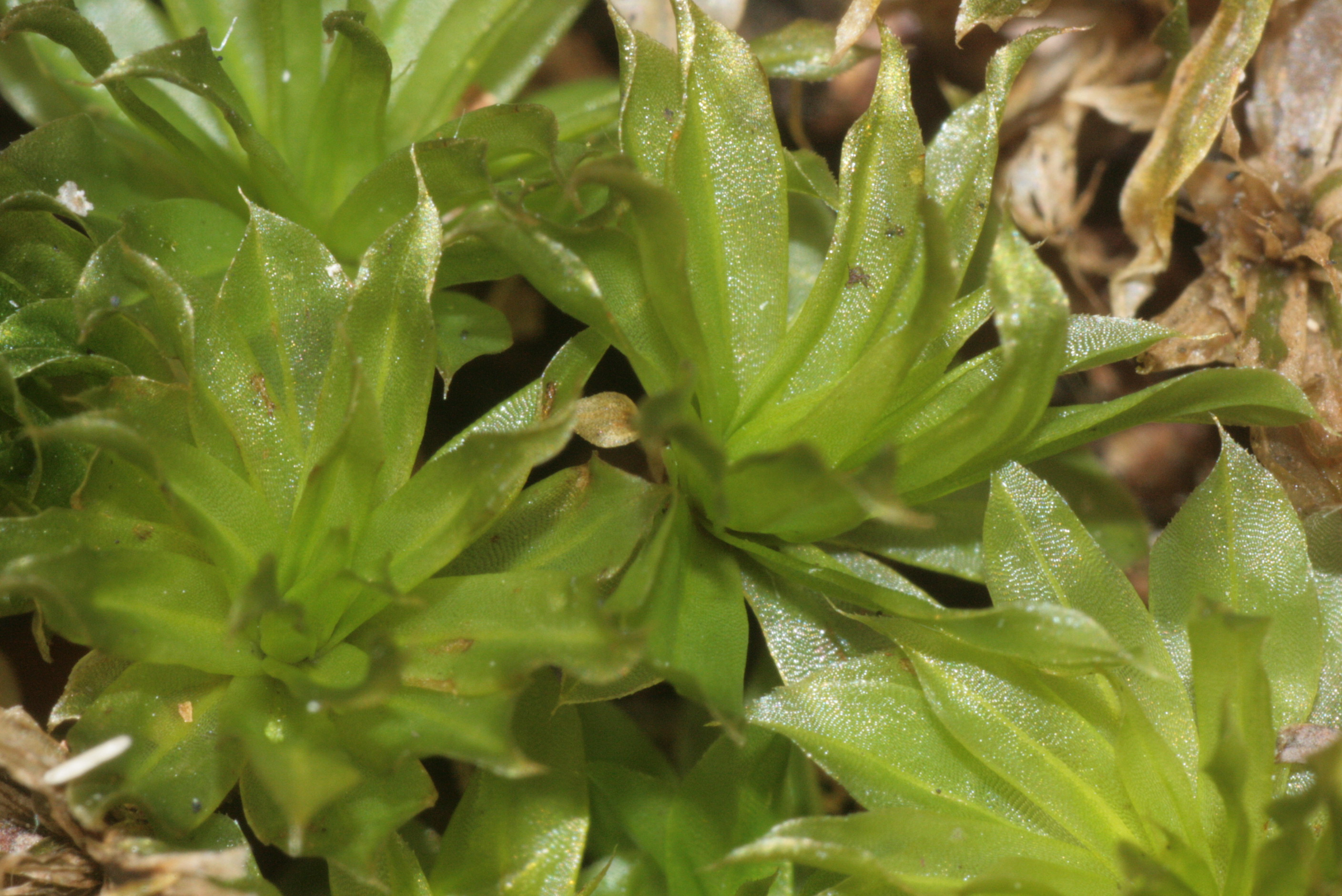
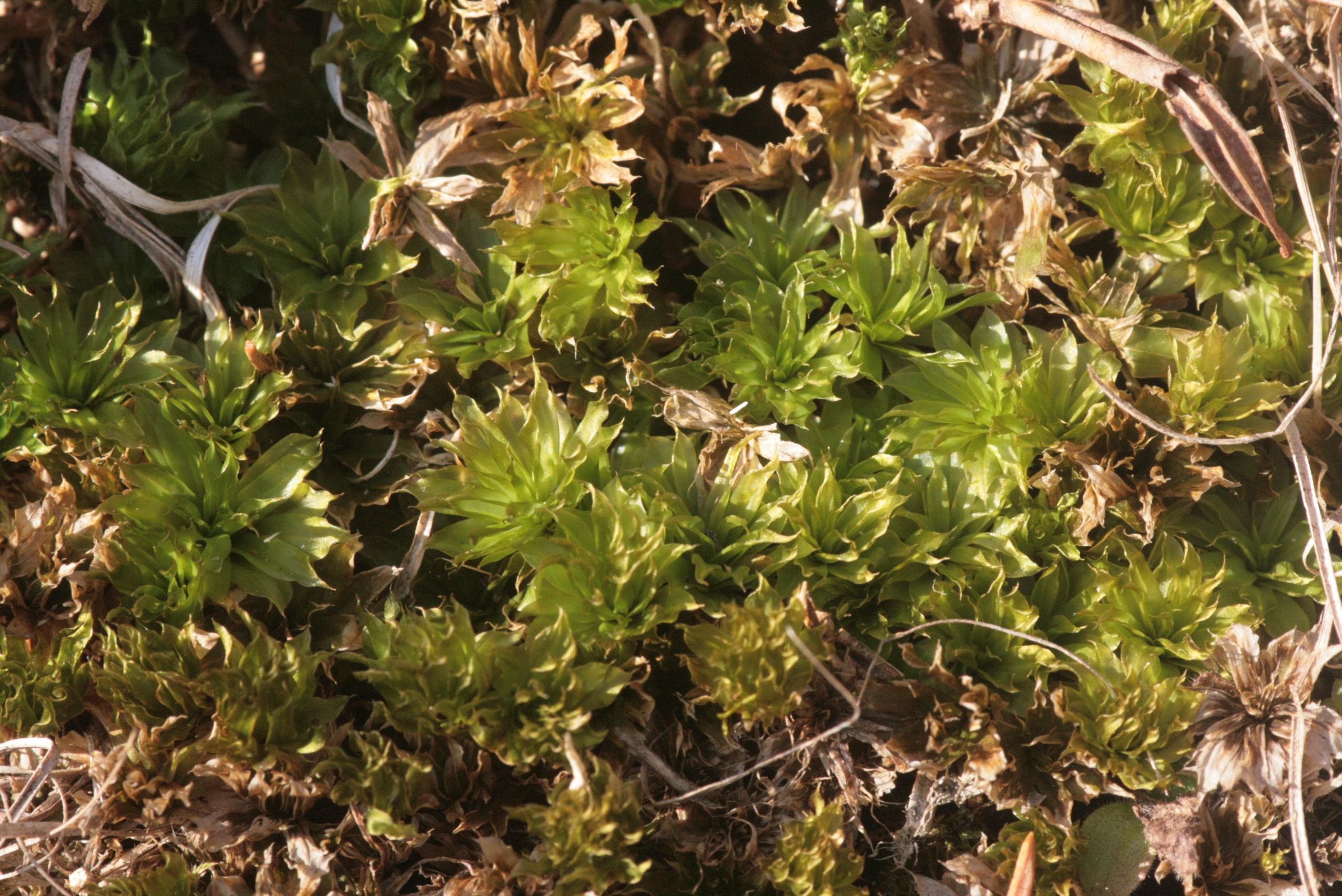
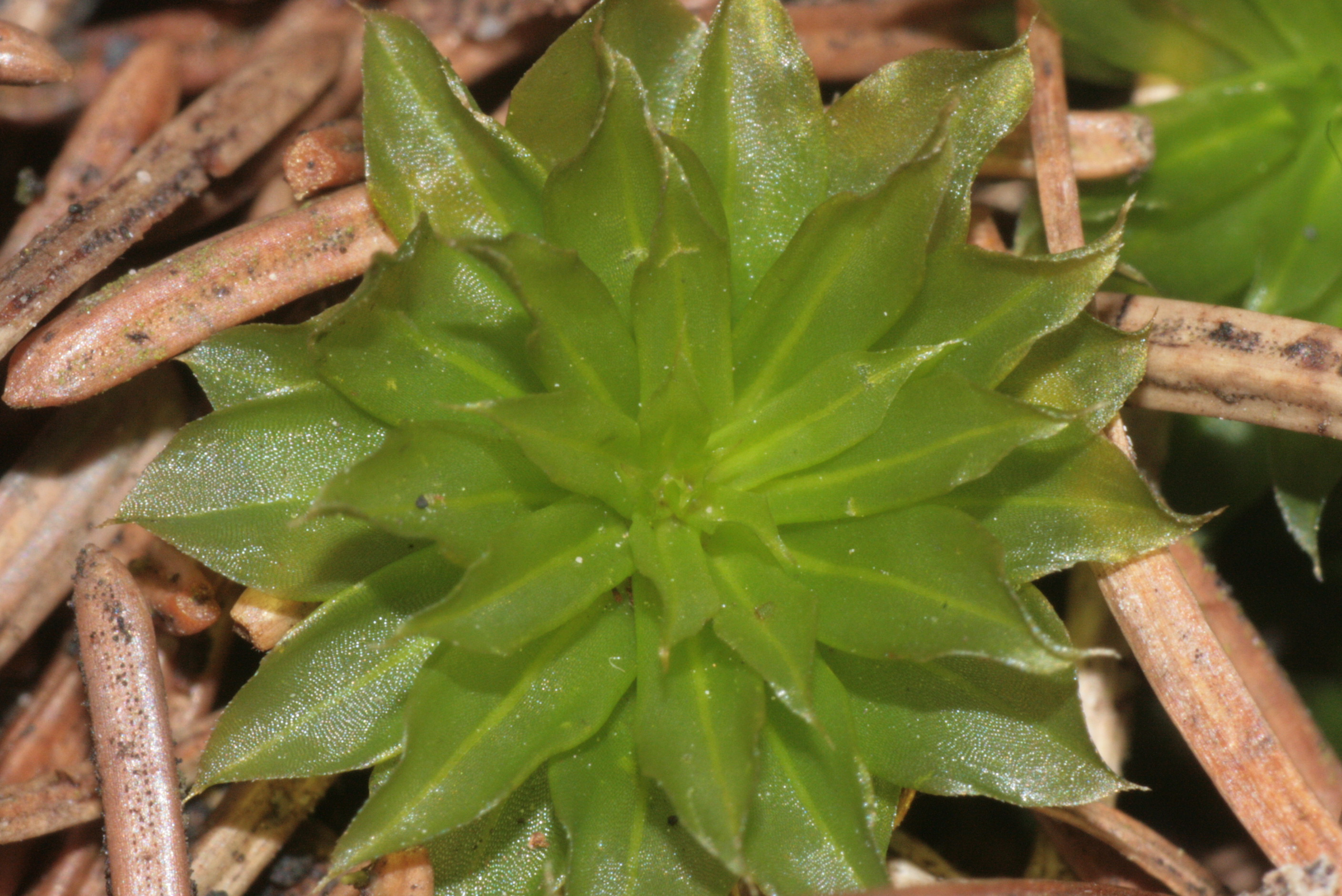